# Клеманс Дейн
Кле́манс Дейн (англ. Clemence Dane), настоящее имя — Уи́нифред Э́штон (англ. Winifred Ashton; 21 февраля 1888, Блэкхит, Лондон, Англия, Великобритания — 28 марта 1965, Лондон, Англия, Великобритания) — английская писательница, сценаристка и драматург. Лауреат премии «Оскар» (1947) в номинации «Лучший литературный первоисточник» за фильм «Совершенные незнакомцы» (1945).

## Жизнь и карьера
После получения образования она уехала в Швейцарию, чтобы работать репетитором французского языка, но через год вернулась домой. Она изучала искусство в Лондоне и Германии. После Первой мировой войны, она преподавала в школе для девочек и начала писать. Она взяла псевдоним «Клеменс Дейн» в честь церкви Святого Климента Дейнса на Стрэнде, Лондон.
Её первый роман «Женский полк», о жизни в школе для девочек, был написан в 1917 году. В 1919 году она написала «Легенду», историю группы знакомых, которые обсуждают значение жизни и работы мёртвого друга. В пьесе Дейн 1921 года «Закон о разводе» рассказывается о дочери, которая заботится о своём ненормальном отце. В 1932 году пьеса была адаптирована в фильм с Кэтрин Хепбёрн и Джоном Бэрримором в главных ролях. Помимо романов, Дейн начала также писать сценарии. Она была соавтором сценария для «Анны Карениной» с Гретой Гарбо в главной роли. Вершиной успеха Дейн стала премия «Оскар» с Энтони Пелиссье за фильм «Отпуск от брака», выпущенный в Великобритании как «Совершенные незнакомцы», в главных ролях Роберт Донат и Дебора Керр.
Ко времени своей смерти в Лондоне, 28 марта 1965 года, Дейн написала более 30 пьес и 16 романов.

## Избранная фильмография
- 1930 — «Убийство!» / Murder!
- 1931 — «Мэри» / Mary
- 1935 — «Анна Каренина» / Anna Karenina
- 1937 — «Пламя над Англией» / Fire Over England
- 1949 — «Телевизионный театр Крафта» / Kraft Television Theatre